# Zamia huilensis
Zamia huilensis — вид саговникоподібних з родини замієвих (Zamiaceae). Місцем проживання цього виду є Колумбія.